# مرزوق (اسم)
مرزوق هو اسم علم مذكر من أصل عربي، ومعناه هو من يرزقه الله، المحظوظ بتوالي الرزق عليه.

## الأصل اللغوي
اسم علم مذكر عربي، بصيغة اسم المفعول من الفعل رزقَ. والمعنى: مَن يرزقه الله، المحظوظ بتوالي الرزق عليه مثل مسعود، ذو الحظ الحسن الدائم. وابن مرزوق (ت 781هـ) فقيه مالكي مغربي الأصل. والنسبة إليه مرزوقي. صفات حامل اسم

## شخصيات تحمل الاسم
- مرزوق الحبيني (سياسي كويتي، 1952 – )
- مرزوق الخرافي
- مرزوق الخليفة (5 يناير 1961 – )
- مرزوق الداود البدر (سياسي كويتي، – 10 سبتمبر 1954)
- مرزوق الروقي (5 فبراير 1982 – )
- مرزوق الشويكي
- مرزوق العتيبي (لاعب كرة قدم سعودي، 7 نوفمبر 1975 – )
- مرزوق الغانم (سياسي كويتي، 3 نوفمبر 1968 – )
- مرزوق المرزوق (1945 – 18 أغسطس 2000)
- مرزوق بن تنباك (1950 – )

## وصلات خارجية
- موسوعة السلطان قابوس لأسماء العرب